# Iris Strubegger
Iris Strubegger (21 de julio de 1984) es una modelo austriaca.

## Primeros años
Iris nació en la localidad de Schwarzach im Pongau, en Salzburgo, Austria. En 2001, cuando tenía 17 años, se mudó a Nueva York para hacer un intercambio estudiantil de tres meses. Mientras caminaba un día por la calle, fue descubierta por un cazatalentos.

## Carrera
Firmó un contrato con Elite Model Management al año siguiente. Su primera experiencia en el modelaje fue en la pasarela. Su primer evento fue el de Calvin Klein en la temporada primavera/verano 2003. En enero de 2003, realizó su primera campaña. Se volvió el rostro de Armani Collezioni de Giorgio Armani. Fue contratada para editoriales de i-D y The Face. Pero más tarde ese año, decidió abandonar la industria de la moda para estudiar 'Televisión Digital' en su ciudad natal.
En 2007, retornó. Firmó con Supreme en Nueva York y Women Management en París y Milán. Russell March, el director de casting de Prada y Miu Miu, la contrató para la revista Pop. También retomó los desfiles abriendo para Valentino y Dries van Noten. En 2008, llamó la atención del fotógrafo Steven Meisel, y le pidió que hiciera una sesión de fotos con él.
Iris ha estado en muchos eventos de pasarela. Para la temporada primavera/verano 2010, desfiló en 71 eventos. En la temporada anterior había desfilado en 76. Strubegger ha caminado para diseñadores como
Louis Vuitton, Fendi, Lanvin, Versace, Dolce & Gabbana, Alexander McQueen, Christian Dior SE y Sonia Rykiel.
Ha sido el rostro de Balenciaga, Pepe Jeans, Pollini, y D&G. En mayo de 2009, Iris se volvió el rostro de Givenchy, junto a Mariacarla Boscono y Adriana Lima.  También ha sido rostro de Valentino. Iris ha figurado en la portada de Vogue Alemana, Vogue España, Vogue Italia, Vogue París, y Vogue Japón.
Vogue Paris la declaró una de las 30 top models de los 2000.
Figuró en el calendario Pirelli 2011 fotografiada por Karl Lagerfeld.